# Charles Cova
Pour les articles homonymes, voir Cova.
Charles Cova, né le 9 décembre 1931 à Bourg-en-Bresse (Ain), est un homme politique français.

## Biographie
Charles Cova est capitaine de vaisseau honoraire.
Il est maire de Chelles de 1983 à 1995 et conseiller général de Seine-et-Marne (canton de Chelles) de 1982 à 1994.
Il est élu député dans la septième circonscription de Seine-et-Marne en 1993 pour la Xe législature (1993-1997), puis réélu en 1997 pour la XIe législature (1997-2002) et en 2002 pour la XIIe législature (2002-2007). Il fait partie du groupe RPR puis UMP. En 2007 pour la XIIIe législature, il ne se représente pas, permettant l'élection d'Yves Albarello.

## Mandats
- 22/03/1982 - 02/10/1988 : Membre du conseil général de Seine-et-Marne
- 14/03/1983 - 12/03/1989 : Maire de Chelles
- 03/10/1988 - 27/03/1994 : Vice-président du conseil général de Seine-et-Marne
- 19/03/1989 - 18/06/1995 : Maire de Chelles
- 02/04/1993 - 21/04/1997 : Député
- 01/06/1997 - 18/06/2002 : Député
- 19/06/2002 - 17/06/2007 : Député